# Харрис, Уильям
Уильям Харрис (William V. (Vernon) Harris; род. 13 сентября 1938, Ноттингем) — британо-американский историк, специалист по греко-римской античности, в особенности по Италии. Доктор философии (1968), именной профессор (Shepherd Professor) Колумбийского университета, директор его Центра древнего Средиземноморья, член Американской академии искусств и наук (2002) и членкор Британской академии (2011). Отмечен Mellon Distinguished Achievement Award (2008) и James Henry Breasted Prize (2003).

## Биография
Родился в семье архитектора.
В Оксфорде получил степени бакалавра (1961), магистра (1964) и доктора философии.
Ушел в отставку в 2017 в рамках урегулирования иска о сексуальных домогательствах.
Некоторые из начатых им книг так и не были закончены. Редактор серии монографий Columbia Studies in the Classical Tradition.
Женат с 1988, есть ребёнок.

## Книги
- Roman Power: A Thousand Years of Empire. Cambridge, UK: Cambridge University Press, 2016. ISBN 9781107152717 {Рец. Harriet I. Flower, }
- Rome’s Imperial Economy (2011)
- Dreams and Experience in Classical Antiquity (Mass.: Harvard University Press, 2009)
- Restraining Rage: the Ideology of Anger Control in Classical Antiquity (Mass.: Harvard University Press, 2001)
- Ancient Literacy (1989)
- War and Imperialism in Republican Rome (исправленное издание, 1985)

Редактор
- Rethinking the Mediterranean (2005)
- The Monetary Systems of the Greeks and Romans (2008)
- Mental Disorders in the Classical World (2013)